# Pietrowka, 38-Smiena Moskwa
Pietrowka, 38-Smiena Moskwa (ros. Футбольный клуб «Петровка, 38-Смена» Москва) – rosyjski klub piłkarski z siedzibą w Moskwie.

## Historia
Chronologia nazw:
- 2007: MUWD na WWT Moskwa (ros. «МУВД на ВВТ» Москва)
- 2008—2009: MWD Rossii Moskwa (ros. «МВД России» Москва)
- 2009: MWD Rossii-Kryłatskoje Moskwa (ros. «МВД России-Крылатское» Москва)
- 2010: Pietrowka, 38 Moskwa (ros. «Петровка, 38» Москва)
- 2011—2013: Pietrowka, 38-Smiena Moskwa (ros. «Петровка, 38-Смена» Москва)

Piłkarska drużyna FK MUWD na WWT (ros. ФК МУВД на ВВТ - ФК МУВД на воздушном и водном транспорте) została założona w styczniu 2007 w Moskwie.
Na mistrzostwach świata spośród policjantów w Pradze, organizowanych przez FIFA, zajął wysokie czwarte miejsce.
W 2007 zespół zwyciężył w Amatorskich Mistrzostwach Moskwy, grupie B i zdobył awans do Drugiej Dywizji. Przed rozpoczęciem sezonu 2008 zmienił nazwę na MWD Rossii Moskwa, a po zakończeniu sezonu 2008 zajął ponownie pierwsze miejsce i awansował do Pierwszej Dywizji. W 2009 połączył się z FK Kryłatskoje Moskwa i zmienił nazwę na MWD Rossii-Kryłatskoje Moskwa, jednak 17 lipca 2009 zrezygnował z dalszych występów w Pierwszej Dywizji.
Potem klub zmienił nazwę na Pietrowka, 38 Moskwa i kontynuował występy w rozgrywkach amatorskich. W 2011 po fuzji z Smiena Moskwa przyjął nazwę Pietrowka, 38-Smiena Moskwa. W końcu 2013 fuzja rozpadła się i klub został rozwiązany.

## Sukcesy
- 1 miejsce w Rosyjskiej Drugiej Dywizji:

2008
- Mistrz Moskwy spośród amatorów:

2007

## Znani piłkarze
- Lubomir Kantonistow
- Dmitrij Lapkin
- Albert Sarkisjan
- Aleksandr Szyrko